# SC Steinach
Der SC Steinach ist ein österreichischer Sportverein aus der Gemeinde Steinach im Bezirk Innsbruck-Land in Tirol und wurde, als Schiclub Steinach, 1910 gegründet. Die Sektionen im Verein sind Fußball und Schifahren.

## Sektion Schifahren
Die Skisektion des Sportclubs Steinach wurde 1910 gegründet.

## Sektion Fußball
Der FC Steinach ist ein österreichischer Fußballverein aus der Gemeinde Steinach im Bezirk Innsbruck-Land in Tirol und hat sich 2016 vom SC Steinach abgespalten. Der Sportclub spielte von 1970 bis 1974 in der Landesliga Tirol, einer Liga der damaligen dritten österreichischen Spielklasse. Die Kampfmannschaft spielt in der Bezirksliga West.
Geschichte
Die Sektion Ski des Sportclub Steinach entstand 1910. Ob der Verein und die Fußballabteilung im gleichen Jahr gegründet wurden, ist nicht bekannt.
Ersten Aufzeichnungen zufolge spielte der Sportclub unter dem Namen SK Steinach von 1970 bis 1974 in der Tiroler Landesliga.
Ende der 1980er Jahre befand sich der Club in der Landesliga West und stieg für ein Jahr in die Tiroler Liga 1990 auf. 1999 gewannen die Steinacher den Meistertitel in der Landesliga West und spielten bis 2002 in der Tiroler Liga. 2006 folgte der Abstieg in die Gebietsliga West. Seit 2007 agieren die Wipptaler in der Bezirksliga West.
2016 erfolgte die Loslösung vom SC Steinach und die Fußballabteilung als FC Steinach wurde selbständig. 2020 löste sich die Fußball-Abteilung des SC Steinach auf und gründete mit der Fußballabteilung des SV Schmirn im Juli 2020 den FC Wipptal.
Titel und Erfolge
- 4 × Drittligateilnahme (Landesliga Tirol): 1970/71 bis 1973/74